# Сант'Андреа Бањи (Парма)
Сант'Андреа Бањи је насеље у Италији у округу Парма, региону Емилија-Ромања.
Према процени из 2011. у насељу је живело 934 становника. Насеље се налази на надморској висини од 166 м.